# Forças Armadas da Armênia

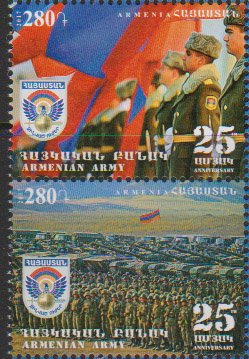
Bloco postal armênio dedicado ao 25º aniversário das Forças Armadas Armênias, 2017

As Forças Armadas da Armênia (em armênio/arménio:  Հայաստանի զինված ուժեր) ou Forças Armadas da República da Armênia (em armênio/arménio:  Հայաստանի Հանրապետության Զինված Ուժեր),  às vezes referido como Exército Armênio (em armênio/arménio:  Հայկական Բանակ, transl. Haykakan Banak), são uma organização militar estatal da Armênia, cujo objetivo é garantir o potencial de defesa do Estado necessário para repelir qualquer agressão, a fim de proteger a existência física do povo da República da Armênia, sua soberania e independência, e a integridade territorial do Estado. Embora as Forças Armadas da República da Armênia tenham sido parcialmente formadas a partir de antigas forças do Exército Soviético estacionadas na RSS da Armênia (principalmente unidades do 7º Exército de Guardas do Distrito Militar da Transcaucásia), sua fundação remonta à fundação da Primeira República da Armênia em 1918. Por ser um país sem litoral, a Armênia não tem marinha.

## História
As Forças Armadas da Armênia foram formadas em um período bastante difícil, quando a União Soviética vivia os últimos meses de sua existência no campo geopolítico, o período de colapso, e uma guerra interétnica e territorial entre armênios e azerbaijanos havia começado na região.
Em setembro de 1990, o Regimento Especial de Ierevan foi formado, e cinco batalhões foram formados em Ararat, Goris, Vardenis, Ijevan e Meghri. Em 1991, por decisão do Governo da República da Arménia, foi criado o Comité de Defesa do Estado subordinado ao Conselho de Ministros.

## Estrutura

### Gestão
De acordo com a doutrina militar e a Constituição do Estado da República da Armênia, as Forças Armadas são geridas pelo Ministério da Defesa e pelo Estado-Maior Geral.
O Ministério da Defesa é composto pelo aparato administrativo, inteligência, forças de mísseis e artilharia, aviação, segurança do Serviço do Exército e serviço militar, forças de defesa aérea, planejamento estratégico, treinamento de combate, retaguarda, sistemas de comunicação e controle automático, forças de engenharia, armamentos, radiação, química, defesa biológica, recrutamento, operacional, pessoal, financeiro, departamentos de pessoal, guerra radioeletrônica, comunicações militares, informações militares, oitavo, padronização e metrológica, departamentos de banda militar, o comissariado militar da Armênia e outros departamentos que realizam tarefas funções de planejamento, implementação e controle.
A liderança do Exército Armênio está sob a autoridade do Estado-Maior Geral chefiado pelo Chefe do Estado-Maior Geral das Forças Armadas da Armênia.
O orçamento militar representa 4,5 por cento do PIB do país (em 2019). As forças ativas consistem em 44.800 soldados, com reservas de 210.000. As Forças Armadas Armênias estão intimamente ligadas ao Exército de Defesa de Artsaque, cujo efetivo é estimado entre 18 e 20 mil pessoas.

### Informações Gerais
As Forças Armadas da República da Armênia consistem nas seguintes tropas especializadas:
- Tropas Terrestres;
- Força do Ar;
  - Tropas de Defesa Aérea.
- Guarda de Fronteira.

## Complexo militar-industrial da Armênia
O Complexo militar-industrial da Armênia é um conjunto de pesquisas, organizações de testes e empresas de produção que desenvolvem e produzem equipamentos militares e especiais, munições, etc., principalmente para as estruturas de poder do Estado da República da Armênia e da República de Artsaque, bem como para exportação.

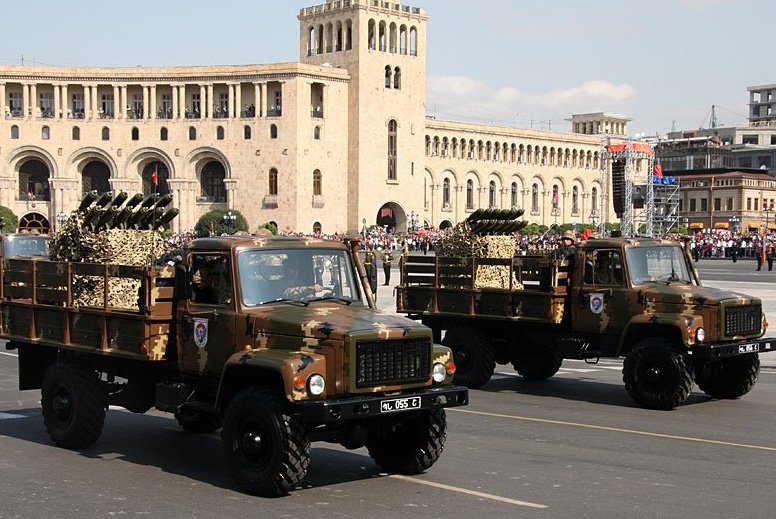
N-2 (MLRS) para granadas propelidas por foguetes da classe RPG-7, produzido pela empresa armênia Garni-ler
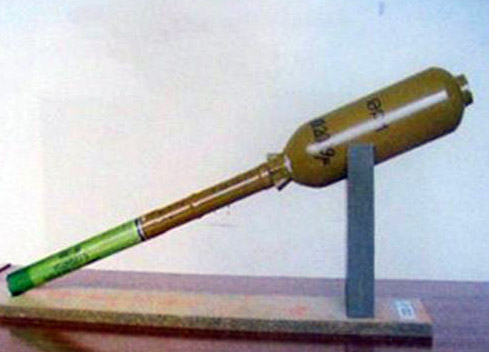
(TB-1) é um projétil de foguete termobárico produzido pela Armenian Garni-ler Company
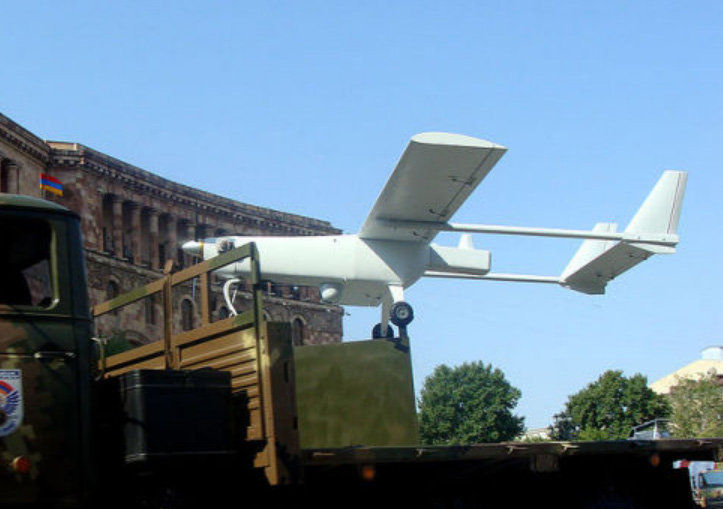
O Krunk (armênio Կռունկ - "guindaste") é um veículo aéreo tático não tripulado fabricado na Armênia.

## Galeria

### Armamento de tropas terrestres

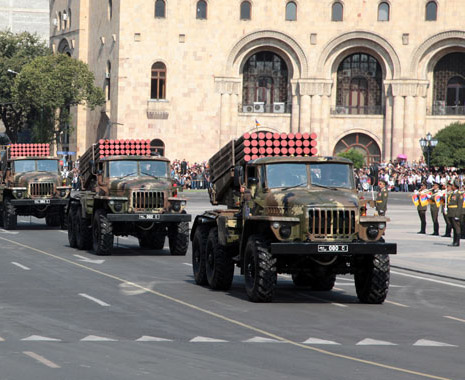
Lançador de foguetes BM-21 das tropas de mísseis e artilharia do Exército Armênio , durante um desfile militar, Praça da República, Yerevan
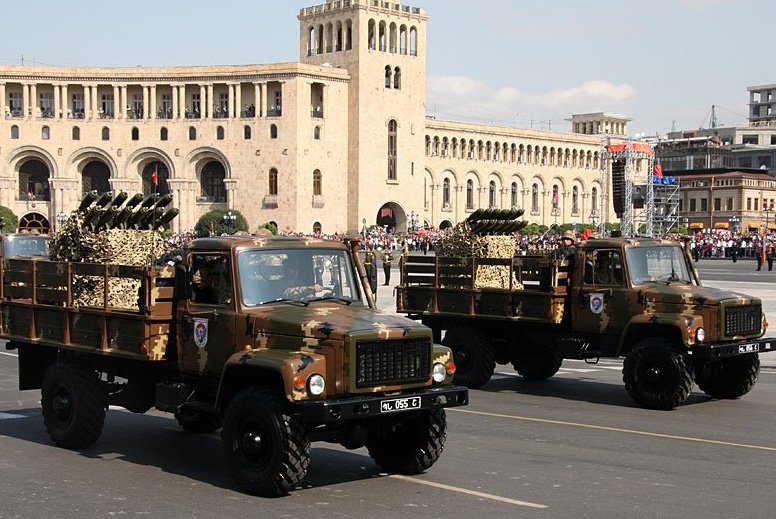
Lançador de foguetes N-2 das tropas de foguetes e artilharia do Exército Armênio , durante um desfile militar, Praça da República, Yerevan
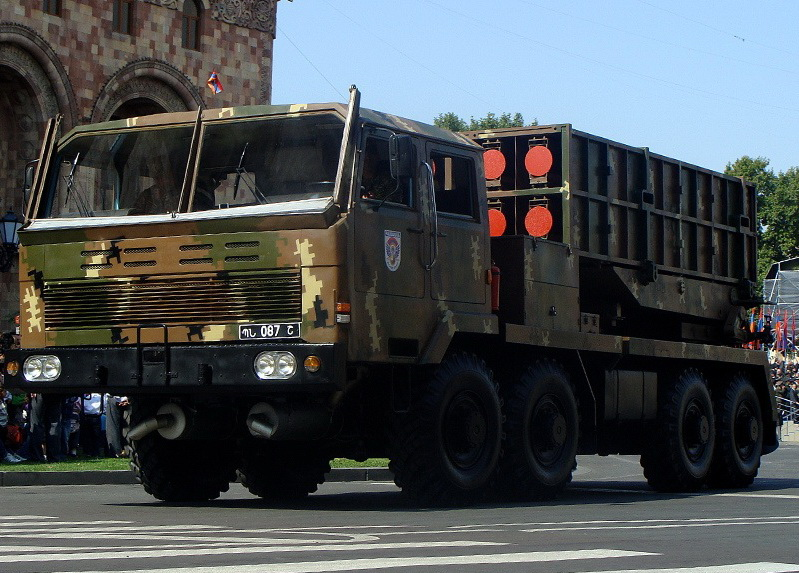
Lançador de foguetes WM-80 "Typhoon" das tropas de foguetes e artilharia do Exército Armênio, durante um desfile militar, Praça da República, Yerevan
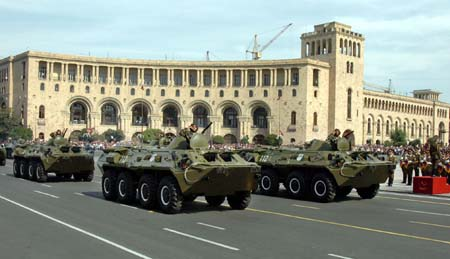
Veículos blindados ZPKH-80 das tropas de rifle motorizadas do Exército Armênio durante um desfile militar, Praça da República, Yerevan
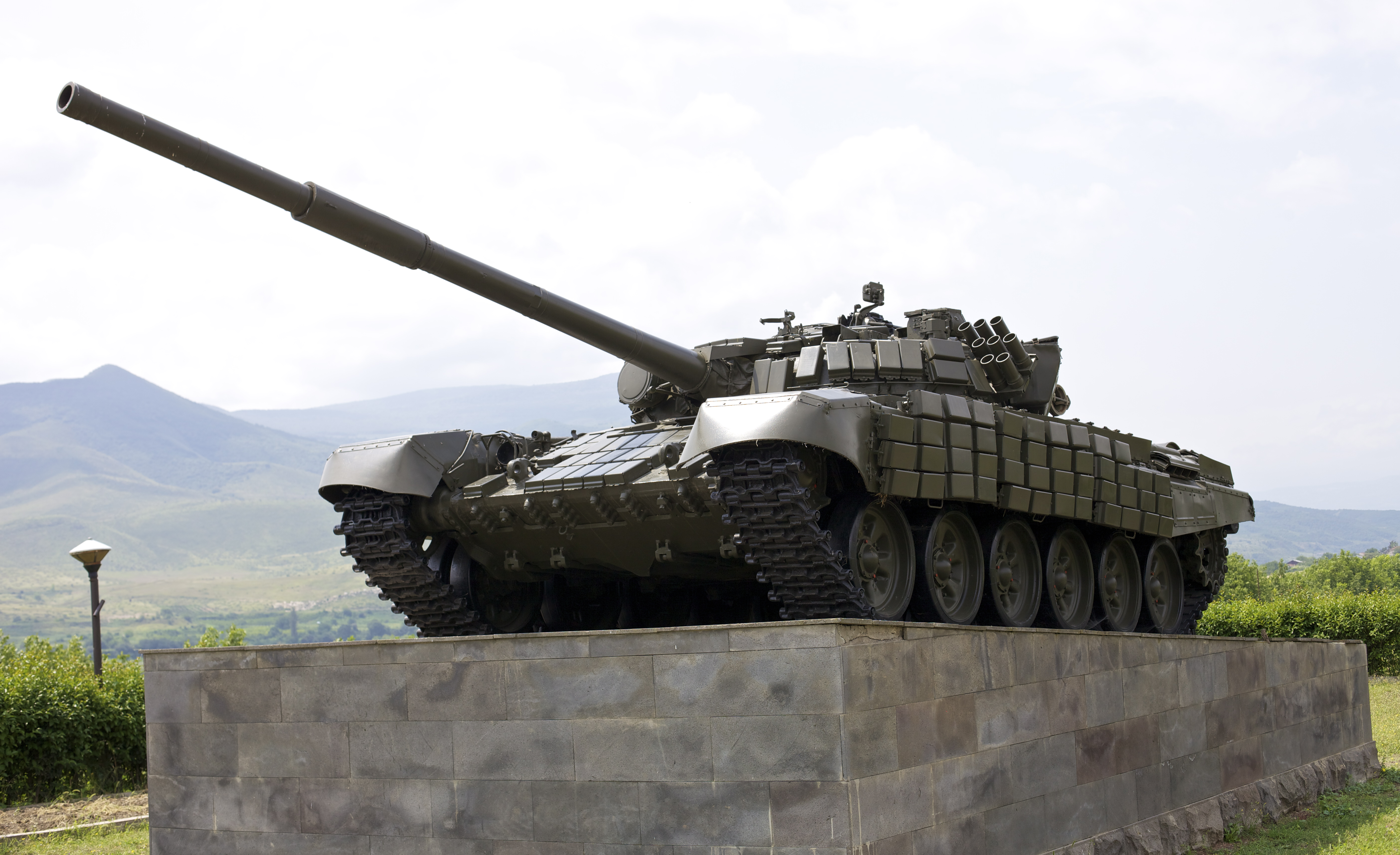
Tanque de batalha principal T-72 das tropas blindadas do exército armênio. monumento
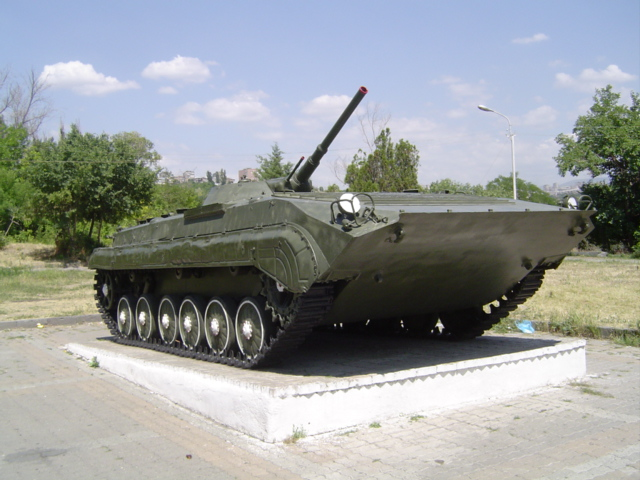
Veículo de combate de infantaria HMM-1 das tropas de rifle motorizadas do exército armênio. monumento
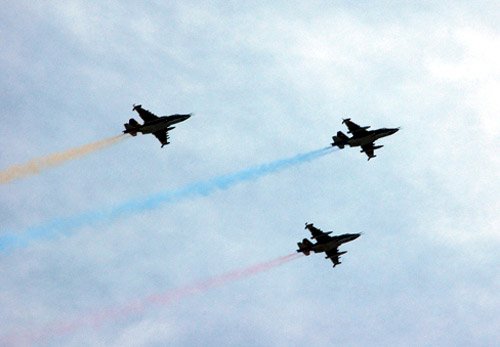
Um anel de aeronaves de ataque blindadas Su-25 de apoio direto de fogo da Força Aérea RA durante um desfile militar
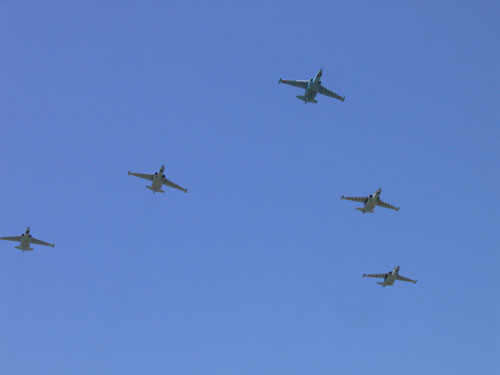
Um esquadrão de aeronaves de ataque blindadas Su-25 de apoio direto ao fogo da Força Aérea RA em uma formação em forma de V
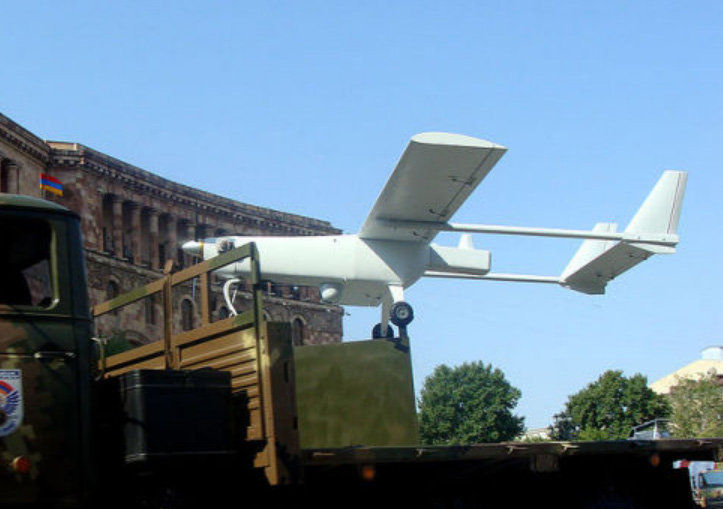
Drone "Krunk" de fabricação armênia. durante o desfile militar, Yerevan, Praça da República

### Cooperação internacional

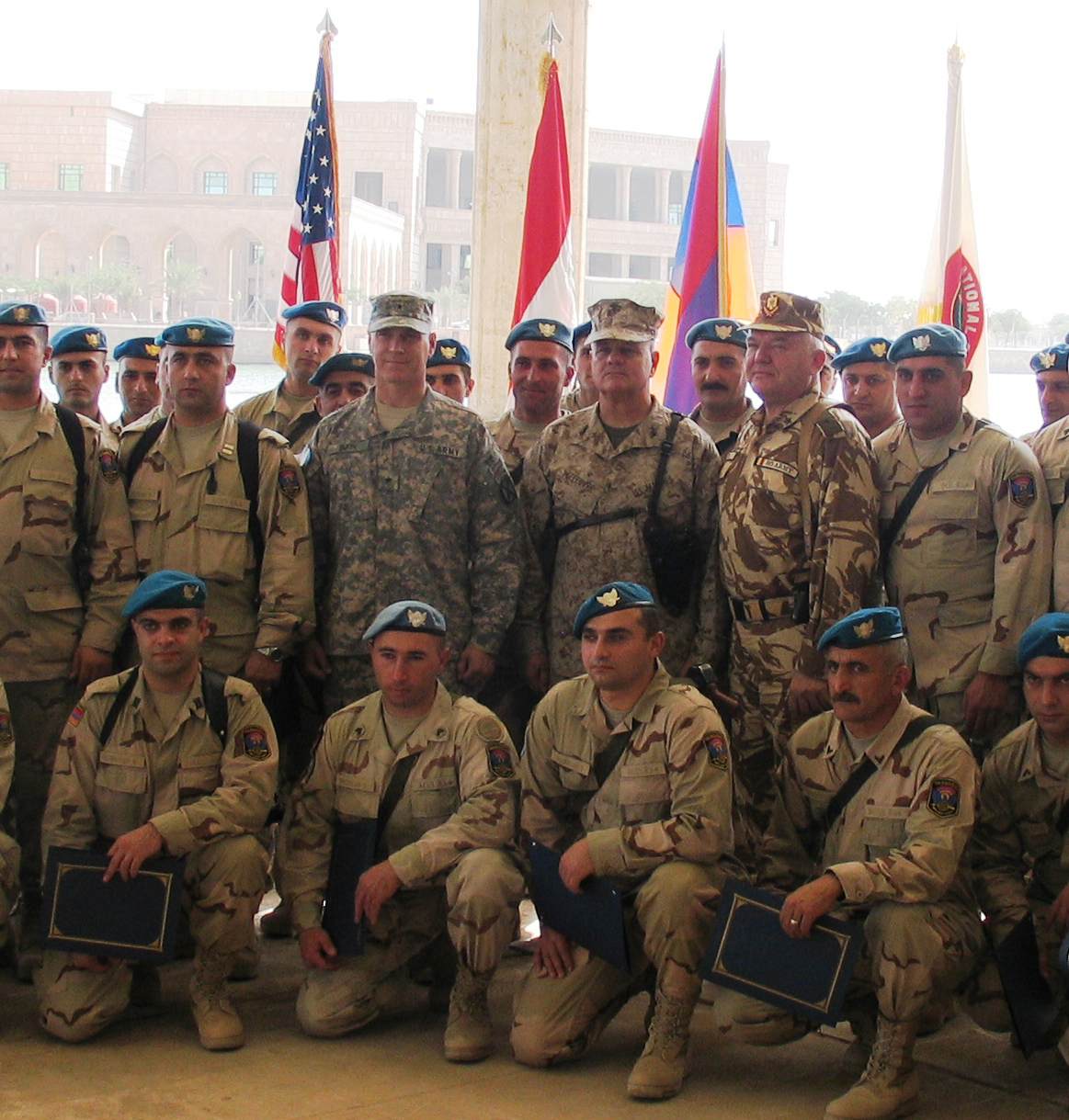
Forças de paz armênias no Iraque